# Eriaphytis chackoi
Eriaphytis chackoi är en stekelart som beskrevs av Subba Rao 1980. Eriaphytis chackoi ingår i släktet Eriaphytis och familjen växtlussteklar. Inga underarter finns listade i Catalogue of Life.